# こぐま座
こぐま座（こぐまざ、小熊座、Ursa Minor、英語: Little Dipper）は、北天の星座で、トレミーの48星座の1つ。北半球では1年中見ることができる。小北斗七星と呼ばれる事がある。α星のポラリスは、現在の北極星である。

## 主な天体

### 恒星
α星、β星の2つの2等星がある。
- α星：ポラリス (Polaris)[5]。この星は三重連星であるが、光度差が大きく望遠鏡でも見分けにくい。
- β星：コカブ (Kochab)[5]。紀元前1500年から紀元前500年頃にかけて天の北極の近くにあり当時北極星として使われていた。
- γ星：フェルカド (Pherkad)[5]。：3等星[6]。
- δ星：イルドゥン (Yildun)[5]。

β星とγ星は「矢来（やらい・楯がわりの柵）星」とも呼ばれた。北斗七星を矢に見立て、それから星達を守っているという意味である。

## 由来と歴史
この星の並びを「小さな熊」と呼んだのは、紀元前6世紀の古代ギリシアの天文学者タレスであると言われる。少なくとも、タレスより2世紀ほど前の時代の人物であるホメロスはおおぐま座にだけ言及し、こぐま座については触れていない。タレスがこぐま座を考案したのか、フェニキア人の血を引く彼がフェニキアの星座をギリシアに紹介したのかは定かではない。

## 神話

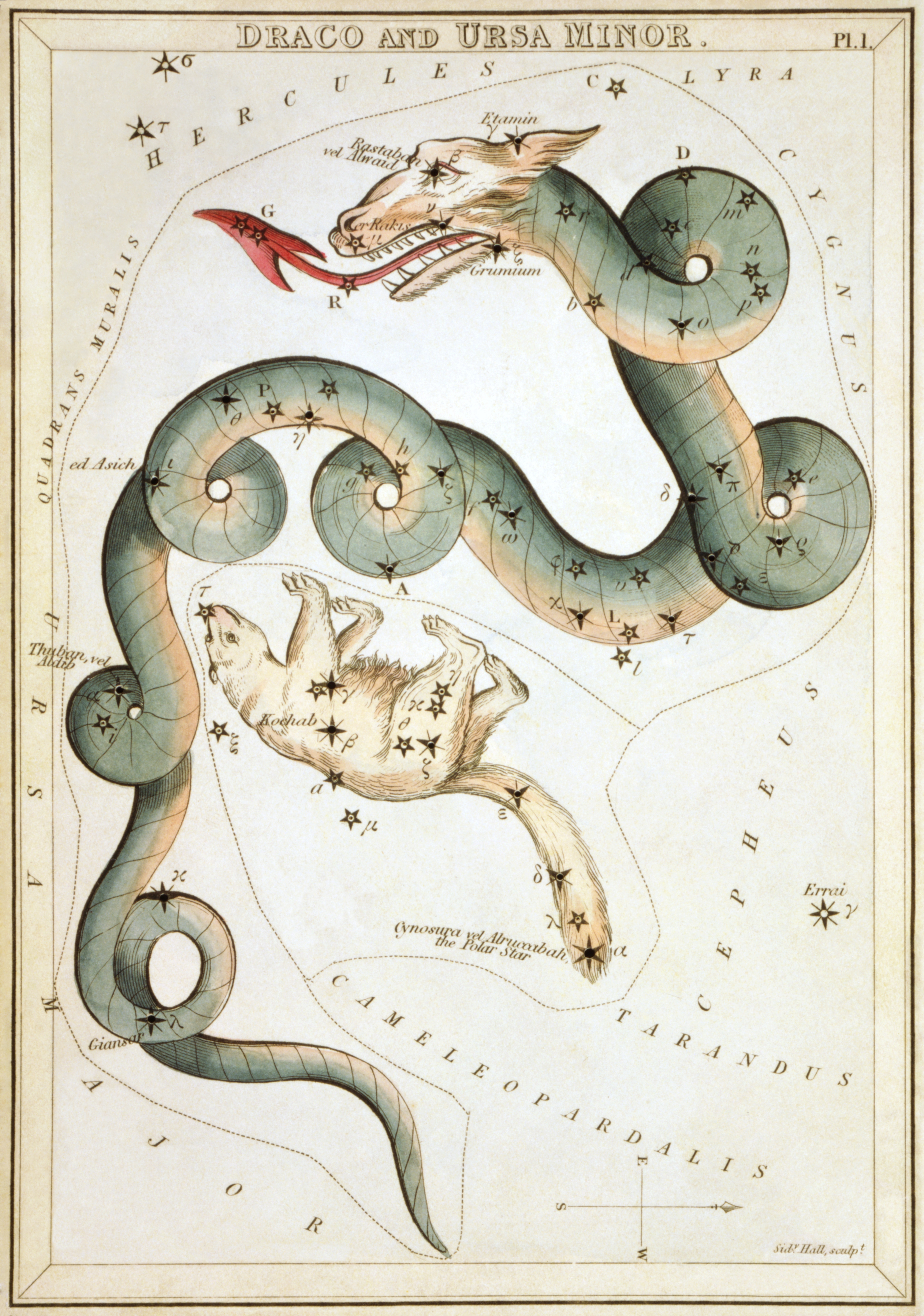
星図カード集『ウラニアの鏡』（1824年）に描かれたりゅう座とこぐま座

紀元前3世紀頃のギリシャの詩人アラートスは、著書『ファイノメナ（Phaenomena、現象）』で、ディクテー山でゼウスを育てたニュンペーのキュノスーラの姿であるとする話を伝えている。キュノスーラはヘリケーとともに、ゼウスの父クロノスから匿ってゼウスを養育したことを称えられ、ヘリケーはおおぐま座に、キュノスーラはこぐま座になったとされる。しかし同時代の学者エラトステネースの名で伝わる『カタステリスモイ』においては、アラートスの話としてヘリケーがこぐま座であると言われている。
エラトステネースは上記アラートスの引用を含めて3つの説を述べているのだが、第1の説としては、当時一般にポイニーケーと呼ばれていたと言っている。これはおおぐま座のカリストーの話と同工異曲で、同じようにゼウスに犯されたためにアルテミスに見限られて野獣に変えられた、それがこぐま座であるとされている。また彼はアグラオステネースの著述として、前述のキュノスーラであるとする見かたを記録している。
『ビブリオテーケー』の著者偽アポロドーロスは、ゼウスを育てた2人のニュンペーをアドラステイアとイーデーとしており、それぞれおおぐま座をアドラステイア、こぐま座をイーデーに見立てている。
カリストーの話を伝えるエラトステネースの『カタステリスモイ』やオウィディウスの『変身物語』『祭暦』では、アルカスはうしかい座となったと伝えられているが、1717年にイギリスのサミュエル・ガースが出版した『変身物語』の英訳書の中で、詩人ジョゼフ・アディソンによって「ゼウスによってアルカスがこぐま座に変えられた」と翻案された。日本ではこぐま座はアルカスが変身させられたとする話が主流となっている。